# Euphorbia lignosa
Euphorbia lignosa es una especie fanerógama perteneciente a la familia de las euforbiáceas. Es endémica de Namibia.

## Descripción
Es un denso arbusto enano muy ramificado, formando un colchón hemisférico de hasta 40 cm altura y 1 m de diámetro. El tallo principal muy fuerte, algo globoso en la corona de la que surgen las ramas, las ramas principales muy numerosas, divididas en varias ramitas cortas alternas, suaves y suculentas en su juventud, llegando a ser rígidas, glabras; las hojas alternas, sólo presentes en las ramas más jóvenes,  lanceoladas o linear-lanceoladas u obovadas, a veces, agudas, disminuyendo cerca de la base en un pecíolo corto. La inflorescencia  terminal sésil o con un involucro sésil y 1 o 2 involucros laterales en el pedúnculo, formando una cima con 2-3-flores. El fruto es una cápsula sésil.

## Taxonomía
Euphorbia lignosa fue descrita por Hermann Wilhelm Rudolf Marloth y publicado en Transactions of the Royal Society of South Africa 1: 316. 1909.
Etimología
Euphorbia: nombre genérico que deriva del médico griego del rey Juba II de Mauritania (52 a 50 a. C. - 23), Euphorbus, en su honor – o en alusión a su gran vientre –  ya que usaba médicamente Euphorbia resinifera. En 1753 Carlos Linneo asignó el nombre a todo el género.
lignosa: epíteto latino que significa "leñosa".
Sinonimia
- Tirucalia lignosa (Marloth) P.V.Heath (1996).[6][7]